# Copa Interclubes Kagame 2013
La Copa Interclubes Kagame 2013 fue la 39.ª edición de este torneo de fútbol a nivel de clubes de África organizado por la CECAFA y que contó con la participación de 11 equipos representantes de África Central y África Oriental, incluyendo por primera vez a un equipo de Chad.
El Vital'O FC de Burundi venció al APR FC de Ruanda en la final disputada en Sudán para ser el primer equipo de Burundi en ganar el torneo, mientras que el campeón de las últimas dos ediciones Young Africans SC de Tanzania no participó del torneo al igual que los equipos de Sudán del Sur y Kenia debido a problemas de seguridad.

## Fase de grupos

### Grupo A
| Equipo 1              | Resultado | Equipo 2              |
| --------------------- | --------- | --------------------- |
| Al-Merreikh Al-Fasher | 0–1       | Vital'O               |
| Elman                 | 0–1       | APR FC                |
| APR FC                | 1–1       | Al-Merreikh Al-Fasher |
| Vital'O               | 1–1       | Elman                 |
| Al-Merreikh Al-Fasher | 2–0       | Elman                 |
| Vital'O               | 1–1       | APR FC                |

| Club                  | G | E | P | GF | GC | Pts |
| --------------------- | - | - | - | -- | -- | --- |
| Vital'O               | 1 | 2 | 0 | 3  | 2  | 5   |
| APR FC                | 1 | 2 | 0 | 3  | 2  | 5   |
| Al-Merreikh Al-Fasher | 1 | 1 | 1 | 3  | 2  | 4   |
| Elman                 | 0 | 1 | 2 | 1  | 4  | 1   |

### Grupo B
| Equipo 1     | Resultado | Equipo 2     |
| ------------ | --------- | ------------ |
| Port         | 0–0       | Express      |
| Elect-Sport  | 3–3       | Rayon Sports |
| Express      | 2–1       | Rayon Sports |
| Elect-Sport  | 1–3       | Port         |
| Express      | 1–1       | Elect-Sport  |
| Rayon Sports | 4–1       | Port         |

| Club         | G | E | P | GF | GC | Pts |
| ------------ | - | - | - | -- | -- | --- |
| Express      | 1 | 2 | 0 | 3  | 2  | 5   |
| Rayon Sports | 1 | 1 | 1 | 8  | 6  | 4   |
| Port         | 1 | 1 | 1 | 4  | 5  | 4   |
| Elect-Sport  | 0 | 2 | 1 | 5  | 7  | 2   |

### Grupo C
| Equipo 1         | Resultado | Equipo 2         |
| ---------------- | --------- | ---------------- |
| Al-Hilal Kaduqli | 0–1       | URA SC           |
| URA SC           | 0–1       | Al-Ahly Shendi   |
| Al-Ahly Shendi   | 1–1       | Al-Hilal Kaduqli |

| Club             | G | E | P | GF | GC | Pts |
| ---------------- | - | - | - | -- | -- | --- |
| Al-Ahly Shendi   | 1 | 1 | 0 | 2  | 1  | 4   |
| URA SC           | 1 | 0 | 1 | 1  | 1  | 3   |
| Al-Hilal Kaduqli | 0 | 1 | 1 | 1  | 2  | 1   |

## Cuartos de final
| Equipo 1              | Resultado  | Equipo 2       |
| --------------------- | ---------- | -------------- |
| Express FC            | 0-2        | APR FC         |
| Al-Merreikh Al-Fasher | 2-1 (t.e.) | Al-Ahly Shendi |
| URA SC                | 2-3        | Rayon Sport    |
| Vital'O FC            | 6-0        | AS Port        |

## Semifinales
| Equipo 1              | Resultado | Equipo 2    |
| --------------------- | --------- | ----------- |
| Al-Merreikh Al-Fasher | 1-2       | APR FC      |
| Vital'O FC            | 1-0       | Rayon Sport |

## Tercer Lugar
| Equipo 1              | Resultado | Equipo 2    |
| --------------------- | --------- | ----------- |
| Al-Merreikh Al-Fasher | 1-0       | Rayon Sport |

## Final
| 1 de julio de 2013 | Vital'O FC                    | 2:0 | APR FC |  |  |
|                    | Tambwe 63' · Ndayishimite 65' |     |        |  |  |

## Campeón
| Copa Interclubes Kagame 2013 |
| ---------------------------- |
| Bandera de Burundi           |
| Vital'O FC 1º Título         |